# NGC 404
Az NGC 404 egy lentikuláris galaxis az Andromeda (Androméda) csillagképben.

## Felfedezése
Az NGC 404 galaxist William Herschel fedezte fel 1784. szeptember 13-án.

## Tudományos adatok

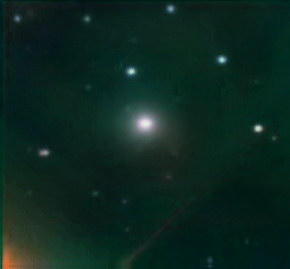
NGC 404

A galaxis 48 km/s sebességgel közeledik felénk.